# 데술푸로콕쿠스 삭카로보란스
데술푸로콕쿠스 삭카로보란스는 데술푸로콕쿠스속에 속하는 한 종이다.